# Saniatul Lativa

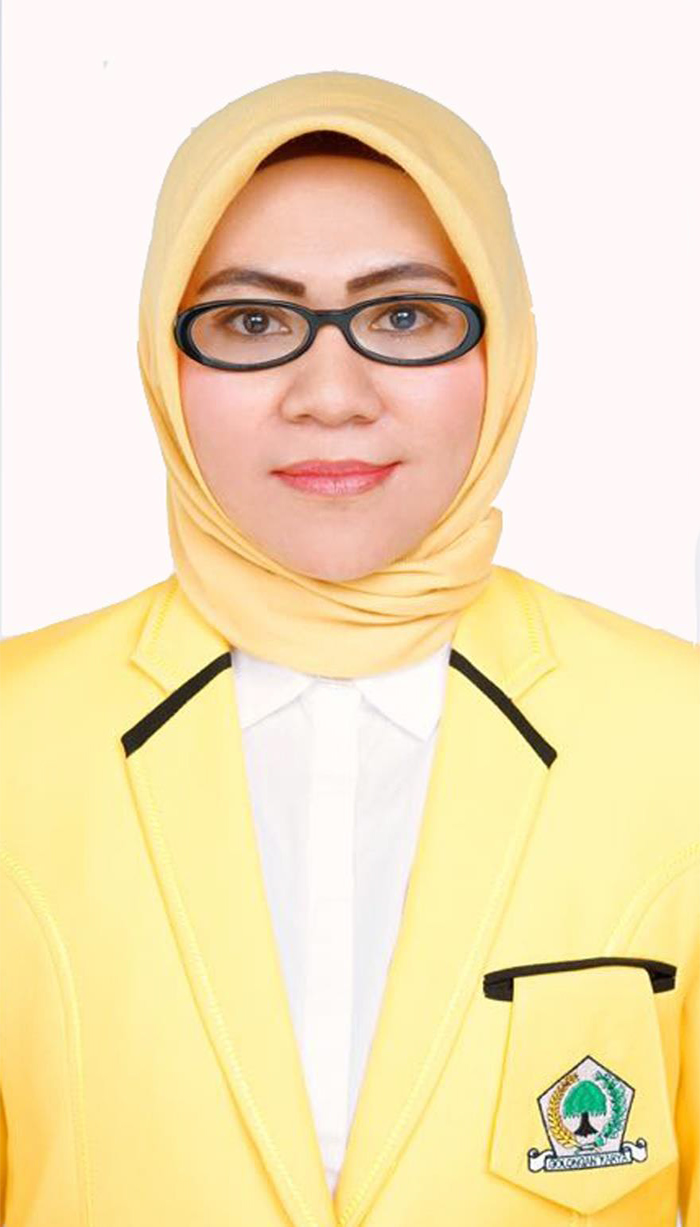
Saniatul Lativa (1. Oktober 2019)

Hāddsch Saniatul Lativa (* 13. Juni 1977 in Surabaya, Jawa Timur, Java) ist eine indonesische Politikerin der Partei der funktionalen Gruppen Golkar (Partai Golongan Karya), die seit 2014 Mitglied des Volksvertretungsrates der Republik Indonesien DPR-RI (Dewan Perwakilan Rakyat Republik Indonesia) ist.

## Leben
Saniatul Lativa besuchte zwischen 1983 und 1989 die Grundschule in Manukan Wetan, von 1989 bis 1992 die Mittelschule in Trikarya sowie zwischen 1993 und 1995 die „Budi Utomo“-Oberschule in Jombang. 2006 begann sie eine erste Berufsausbildung als Buchhalterin an der Akademie für Rechnungswesen und Entwicklungsmanagement AAMP (Akademi Akuntansi dan Manajemen Pembangunan) in Rimbo Bujang, welche sie 2010 mit einem Diplom beendete. Sie engagierte sich zwischen 2006 und 2011 als stellvertretende Vorsitzende des Mobilen Teams zur Stärkung der Familienfürsorge TP PKK (Tim Penggerak Pemberdayaan Kesejahteraan Keluarga) im Regierungsbezirk (Kabupaten) Tebo und absolvierte von 2008 bis 2011 eine weitere Berufsausbildung an der Hebammenakademie AKBID (Akademi Kebidanan) in Pasar Muara Bungo, die sie mit einem Diplom als Hebamme abschloss. Sie engagierte sich weiterhin zwischen 2010 und 2015 als Leiterin der Muslimat-Zweigstelle der Nahdlatul-Ulama-Organisation im Regierungsbezirk Tebo und war von 2011 bis 2013 als Hebamme im Krankenhaus RSUD Sultan Thaha Saifudin tätig. Des Weiteren war sie zwischen 2011 und 2016 erstmals Vorsitzende der TP PKK im Regierungsbezirk Tebo sowie zeitgleich auch Vorsitzende des Regionalen Nationalen Handwerksrates DEKRENASDA (Dewan Kerajinan Nasional Daerah) in diesem Regierungsbezirk. 2012 begann sie ein grundständiges Studium im Fach Management am Institut für Wirtschaftswissenschaften STIE (Sekolah Tinggi Ilmu Ekonomi) in Jambi, welches sie 2014 mit einem Bachelor of Management beendete. Unmittelbar darauf begann sie auch ein postgraduales Studium der Fachrichtung Management an der Universitas Batanghari in Jambi und schloss dieses 2015 mit einem Master of Management ab.

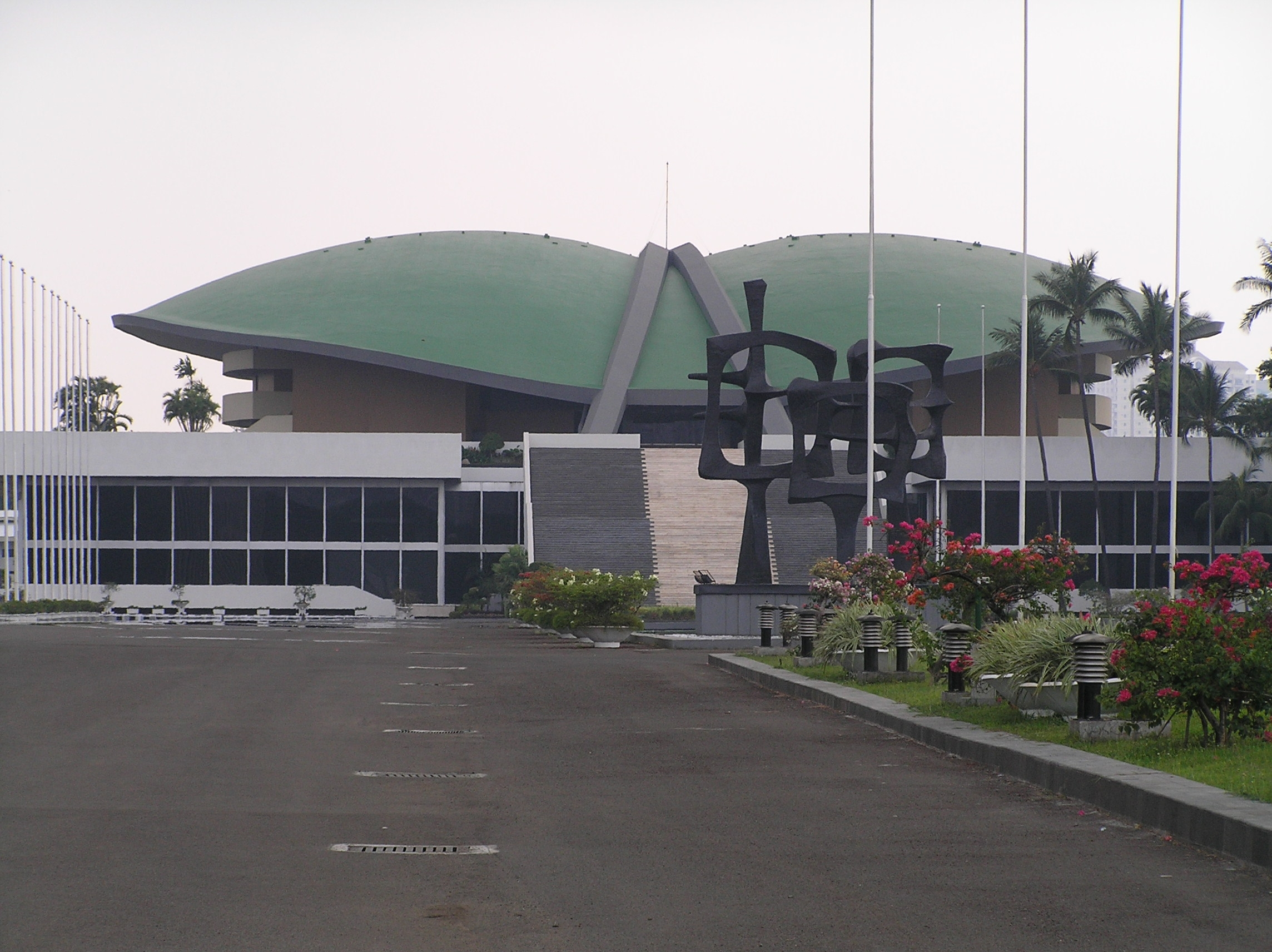
Das Gebäude des Volksvertretungsrates der Republik Indonesien, deren Mitglied sie ist.

Bei der Wahl am 9. April 2014 wurde Saniatul Lativa im Wahlkreis JAMBI für die Partei der funktionalen Gruppen GOLKAR erstmals zum Mitglied des Volksvertretungsrates der Republik Indonesien gewählt und bei der Wahl am 17. April 2019 wiedergewählt. Sie ist seit 2017 erneut Vorsitzende der TP PKK sowie zeitgleich auch wieder Vorsitzende des DEKRENASDA im Regierungsbezirk Tebo. In der bis 2024 dauernden Legislaturperiode ist sie Mitglied der für Gesundheit und Beschäftigung zuständigen Kommission IX des DPR-RI. Im Juli 2023 erklärte sie ihr erneute Kandidatur für die GOLKAR im Wahlkreis Jambi bei den für April 2024 vorgesehenen Wahlen.
Saniatul Lativa ist mit dem Politiker Sukandar (* 1968) verheiratet, der unter anderem zwischen 2006 und 2011 stellvertretender Regierungspräsident sowie von 2011 bis 2016 und erneut zwischen 2017 und 2022 Regierungspräsident (Bupati) des Regierungsbezirks Tebo war. Aus dieser Ehe ging sechs Kinder hervor.